# Подмяната 10-ти
„Подмяната 10-и“ е документален филм от 2004 г. за ролята на 10 ноември 1989 и годините след това в българската политика.
Филмът представя неизлъчвани дотогава архивни кадри от времето на прехода, както и интервюта с Андрей Луканов, Георги Панков, Желю Желев, Филип Димитров, Иван Костов, Петко Симеонов, Атанас Семерджиев, Анжел Вагенщайн и др. Филмът е отличен с български и международни награди за документално кино и регистрира рекорден телевизионен рейтинг при премиерното му излъчване по BTV на 10 ноември 2004 г.